# Приволжье (Самарская область)
Приво́лжье — село в Самарской области, центр Приволжского района и одноимённого сельского поселения.
Расположено на левом берегу Волги (Саратовское водохранилище) в 110 км к юго-западу от Самары и в 35 км к югу от Сызрани.

## История
Было основано в 1783 году как Аннино-Васильевское. Долгое время числилось сельцом, с середины XIX века до 1918 года — село Васильевское. В селе находилась усадьба помещиков Самариных.
Усадьба Самариных — главная культурно-историческая достопримечательность села, стоявшая на берегу реки Волги, около реки Алтаганки. К господской усадьбе примыкала группа сёл и деревень, населённых крепостными крестьянами; в 1807 году в вотчину входили сёла: Озерецкое, Озёрки, Вязовка. Главными отраслями хозяйства были хлебопашество, овцеводство и суконная фабрика. В 1809 году, после покупки с помощью правительства небольшого стада мериносов у Штиглица и Миллера, здесь была открыта одна из старейших в России овчарен. В 1823—1824 годах были куплены бараны и матки с Царскосельской фермы князя Лихновского и в Саксонии, в королевской Реннесдорфской овчарне — электоральной породы. Затем каждые три-четыре года выписывались бараны и матки электоральной породы в лучших овчарнях Саксонии — у Шпена в Ошаце, у Штейгера в Ротшенберге и в Меглинской овчарне у Тьера. Также приобретались овцы эйдерштедтской породы.
Главный дом усадьбы, не сохранившийся до наших дней, был спроектирован начинающим на тот момент архитектором М. А. Дурновым.
В конце 1960-х годов усадьба Самариных попала в зону затопления Саратовского водохранилища. Все её основные постройки были по указанию властей снесены. Однако, по иронии судьбы, вода туда не дошла. К настоящему времени от обширной усадьбы с двухэтажным каменным домом, пристанью, конюшней, винокуренным заводом и суконной фабрикой сохранилась лишь её небольшая часть — людская, арочные выездные ворота, часть ограждения.
По одной из версий усадьбу Самарина снесли по причине того, что в ней располагался Райком или Сельсовет. И перед тем, как соединить два района, Приволжский и Безенчукский, необходимо было ликвидировать здание где могла размещаться местная администрация. Здание снесли под предлогом затопления, хотя можно было укрепить берег, затопить баржу перед усадьбой или просто ничего не делать, так как Волга все равно не поднялась до уровня фундамента. После сноса усадьбы Приволжский район был на некоторое время был присоединен к Безенчукскому. Спустя несколько лет районы снова разъединили.
В 2008 году Правительством Самарской области принято решение о восстановлении и реконструкции этого исторического комплекса.

## Население
| 1959 | 1970  | 1979  | 1989  | 2002  | 2010  | 2021  |
| ---- | ----- | ----- | ----- | ----- | ----- | ----- |
| 3171 | ↗3279 | ↗4892 | ↗7158 | ↗7481 | ↘7480 | ↘7078 |